# Oswald von York

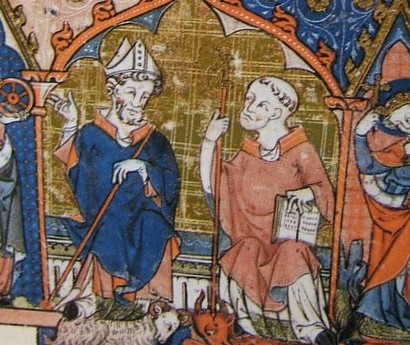
Oswald von York als Gründer des Klosters Ramsey (mit Abt Eadnoth), Stifterbild im Ramsey-Psalter

Oswald von York oder Oswald von Worcester (* um 925 in Dänemark oder England; † 29. Februar 992 in Worcester) war Bischof von Worcester und in Personalunion auch Erzbischof von York (Britannien). Er ist ein Heiliger, dessen Leben seinen Mittelpunkt auf der britischen Insel hatte. Die Kirche verdankt ihm eine Wiederbelebung des Mönchswesens im Geiste der Reform von Cluny.

## Kirchengeschichtliche Zeitumstände
Oswald lebte im 10. Jahrhundert. Hier begann eine von der Benediktiner-Abtei Cluny ausgehende Reformbewegung. Für ein Kloster sollte danach strenge Klosterzucht, Unabhängigkeit von der Rechtsprechung fürstlicher Bischöfe und weltlicher Vögte sowie die direkte Abhängigkeit vom Papst gelten. Dieses Gedankengut fand im 10. und 11. Jahrhundert in vielen Klöstern Verbreitung. Eine Spätfolge sollte der Investiturstreit werden. In England fallen zu Lebzeiten Oswalds immer wieder die Wikinger ein, die auch Klöster zerstören.

## Leben
Von seiner Abstammung her Abkömmling eines dänischen Adelsgeschlechts, wurde der Jugendliche von seinem Onkel Odo, Erzbischof von Canterbury, erzogen. Oswald fand Gefallen am kirchlichen Leben als Mönch. Er wirkte als Mitglied am Domkapitel von Winchester. Seine geistlichen Kenntnisse vertiefte er im französischen Kloster Fleury (bei Orléans), wo er dem Benediktinerorden beitrat. Die Mönche richteten sich bei ihrem Tagesablauf streng nach den Reformen des Klosters Cluny. Aus Frankreich kehrte er mit dieser Erfahrung 959 in seine Heimat zurück.
Der heilige Dunstan sorgte dafür, dass Oswald 961 Bischof in Worcester werden konnte. Das Amt befähigte ihn, sich für die Wiederbelebung des Mönchtums in England starkzumachen. Er arbeitete stetig daran, sein Vorhaben umzusetzen. Auf Oswalds Initiative entstanden neue Klöster, unter anderem die Abteien Worcester, Westbury und Ramsey. Auch bestehende mussten ihr Tun an den von ihm in Fleury kennengelernten monastischen Praktiken ausrichten. Er ließ nicht-zölibatäre Mönche aus den Ordenshäusern vertreiben und war dem korrupten, weltverfallenen Klerus ein unbequemer Mahner. 972 übernahm Bischof Oswald zusätzlich das Amt des Erzbischofs von York.
Oswald reformierte die Verwaltung der Kirchengüter. Neben seinen Amtspflichten galt seine Sorge den Armen und Notleidenden. Schon zu Lebzeiten wurde er in der Bevölkerung deshalb hoch verehrt. Eine Mär will wissen, dass Oswald im Jahr 992 bei der Fußwaschung zwölf Armer der Tod ereilte. Dieses Ritual an Bedürftigen sei eine tägliche Sitte von ihm gewesen.
Reliquien des heiligen Oswald sind in der Kirche St. Mary in Worcester aufbewahrt.

## Gedenktag
Am 29. Februar erinnert sich die Kirche des Heiligen. In Nicht-Schaltjahren wird die Feier auf den 28. Februar vorgezogen.
Oswald ist Schutzpatron des Viehs.

## Ikonografie
Der Heilige vertreibt den Teufel mit einem Stein oder Oswald mit Kirchenmodell und Teufel.